# Vuelta a Chiriquí 2016
La Vuelta Internacional a Chiriquí  2016 est la trente-sixième édition de la Vuelta a Chiriquí. Elle se dispute du 18 novembre au 27 novembre 2016, au Panama.
Elle voit la domination des coureurs colombiens. Edwin Carvajal succède à Óscar Sevilla, comme vainqueur de l'épreuve. Et toutes les étapes ainsi que les classements annexes sont remportés par des Cafeteros.

## Équipes participantes
| Dossards | Équipe                            | Principaux engagés                                                                    |
| -------- | --------------------------------- | ------------------------------------------------------------------------------------- |
| 1-6      | EPM - Une - Área Metropolitana    | Óscar Sevilla, Edwin Carvajal, Róbigzon Oyola, Jhon Anderson Rodríguez, Weimar Roldán |
| 7-12     | Rali - Claro - Huawei "A"         | Maicol Rodríguez, Fernando Ureña, Danny Osorio                                        |
| 13-18    | Prefectura del Carchi             |                                                                                       |
| 19-24    | Hyundai - Momi - Continental      | Yelko Gómez, Jorge Castelblanco                                                       |
| 25-30    | Grupo Colono                      |                                                                                       |
| 31-36    | Policia Nacional                  |                                                                                       |
| 37-42    | Speed Bike                        |                                                                                       |
| 43-48    | Rali - Claro - Huawei "B"         |                                                                                       |
| 49-54    | Coldeportes - Claro - Zenú        | Luis Felipe Laverde, Álvaro Hodeg, Miguel Ángel Rubiano, Nelson Soto                  |
| 55-60    | Ponte Mondo - Bike Store Boutique |                                                                                       |
| 61-66    | Tele Uno - Scott - BCT - CRC      | Bryan Salas                                                                           |
| 67-72    | Soacha                            | Steven Cuesta                                                                         |
| 73-78    | Strongman - Campagnolo            | Nicolás Paredes, Aristóbulo Cala, William Muñoz                                       |
| 79-84    | Rali - Claro - Huawei "C"         |                                                                                       |
| 85-90    | Équipe mixte "A"                  |                                                                                       |

## Les étapes
| Étape     | Date        | Villes étapes                                                                                              |                             | Distance (km) | Vainqueur d’étape               | Leader du classement général |
| --------- | ----------- | --- | --------------------------- | ------------- | ------------------------------- | ---------------------------- |
| 1re étape | 18 novembre | David - La Concepción - Frontière avec le Costa Rica - David                                               |                             | 132           | Weimar Roldán                   | Weimar Roldán                |
| 2e étape  | 19 novembre | Canta Gallo - Orilla del Río                                                                               |                             | 26            | EPM-Tigo-Une-Área Metropolitana | Weimar Roldán                |
| 3e étape  | 20 novembre | Circuit dans La Concepción                                                                                 |                             | 112           | Álvaro Hodeg                    | Weimar Roldán                |
| 4e étape  | 21 novembre | David - Concepción - Boquete - David                                                                       |                             | 127           | Álvaro Hodeg                    | Weimar Roldán                |
| 5e étape  | 22 novembre | Orilla del Río - Canta Gallo - Orilla del Río                                                              | Contre-la-montre individuel | 26            | Óscar Sevilla                   | Weimar Roldán                |
| 6e étape  | 23 novembre | Boquerón - Frontière avec le Costa Rica - La Esperanza - David - Boquerón                                  |                             | 138           | Róbigzon Oyola                  | Weimar Roldán                |
| 7e étape  | 24 novembre | David - La Concepción - Cerro Punta - David                                                                |                             | 134           | Luis Felipe Laverde             | Fernando Ureña               |
| 8e étape  | 25 novembre | David - Santa Marta - Gariché - La Concepción - David - Gualaca - Los Planes (district de Gualaca) - David |                             | 185           | Óscar Sevilla                   | Yelko Gómez                  |
| 9e étape  | 26 novembre | David - Querévalo - Alanje - Divalá - Frontière avec le Costa Rica - Progreso - Divalá - Alanje - David    |                             | 159           | Miguel Ángel Rubiano            | Edwin Carvajal               |
| 10e étape | 27 novembre | Circuit dans David                                                                                         |                             | 84            | Álvaro Hodeg                    | Edwin Carvajal               |

## Classements finals

### Classement général final
58 coureurs terminent l'épreuve.
| Classement général final | Classement général final | Classement général final | Classement général final       | Classement général final |
|                          | Coureur                  | Pays                     | Équipe                         | Temps                    |
| ------------------------ | ------------------------ | ------------------------ | ------------------------------ | ------------------------ |
| 1er                      | Edwin Carvajal           | Colombie                 | EPM - Une - Área Metropolitana | en 25 h 14 min 31 s      |
| 2e                       | Nicolás Paredes          | Colombie                 | Strongman - Campagnolo         | + 25 s                   |
| 3e                       | Jorge Castelblanco       | Panama                   | Hyundai - Momi - Continental   | + 1 min 21 s             |
| 4e                       | Maicol Rodríguez         | Panama                   | Rali - Claro - Huawei "A"      | + 1 min 28 s             |
| 5e                       | Miguel Ángel Rubiano     | Colombie                 | Coldeportes - Claro - Zenú     | + 2 min 14 s             |
| 6e                       | Bryan Salas              | Costa Rica               | Tele Uno - Scott - BCT - CRC   | + 3 min 18 s             |
| 7e                       | Nelson Soto              | Colombie                 | Coldeportes - Claro - Zenú     | + 6 min 29 s             |
| 8e                       | Jhon Anderson Rodríguez  | Colombie                 | EPM - Une - Área Metropolitana | + 8 min 23 s             |
| 9e                       | Yelko Gómez              | Panama                   | Hyundai - Momi - Continental   | + 10 min 8 s             |
| 10e                      | Fernando Ureña           | Panama                   | Rali - Claro - Huawei "A"      | + 10 min 20 s            |
| modifier                 |                          |                          |                                |                          |

### Classements annexes[2]
| Classement par équipes | Classement par équipes         | Classement par équipes | Classement par équipes |
|                        | Équipe                         | Pays                   | Temps                  |
| ---------------------- | ------------------------------ | ---------------------- | ---------------------- |
| 1re                    | EPM - Une - Área Metropolitana | Colombie               | en 74 h 56 min 24 s    |
| 2e                     | Rali - Claro - Huawei "A"      | Panama                 | + 4 min 27 s           |
| 3e                     | Hyundai - Momi - Continental   | Panama                 | + 21 min 31 s          |
| modifier               |                                |                        |                        |

| Classement de la montagne | Classement de la montagne | Classement de la montagne | Classement de la montagne    | Classement de la montagne |
| ------------------------- | ------------------------- | ------------------------- | ---------------------------- | ------------------------- |
|                           | Coureur                   | Pays                      | Équipe                       | Point(s)                  |
| 1er                       | Danny Osorio              | Colombie                  | Rali - Claro - Huawei "A"    | 38 points                 |
| 2e                        | Bryan Salas               | Costa Rica                | Tele Uno - Scott - BCT - CRC | 22 pts                    |
| 3e                        | Aristobulo Cala           | Colombie                  | Strongman - Campagnolo       | 13 pts                    |
| modifier                  |                           |                           |                              |                           |

| Classement par points | Classement par points | Classement par points | Classement par points               | Classement par points |
| --------------------- | --------------------- | --------------------- | ----------------------------------- | --------------------- |
|                       | Coureur               | Pays                  | Équipe                              | Point(s)              |
| 1er                   | Weimar Roldán         | Colombie              | EPM - Une - Área Metropolitana      | 51 points             |
| 2e                    | Álvaro Hodeg          | Colombie              | Coldeportes - Claro - Zenú          | 47 pts                |
| 3e                    | Óscar Sevilla         | Colombie              | EPM Tigo - Une - Área Metropolitana | 42 pts                |
| modifier              |                       |                       |                                     |                       |

| Classement des étapes volantes | Classement des étapes volantes | Classement des étapes volantes | Classement des étapes volantes | Classement des étapes volantes |
| ------------------------------ | ------------------------------ | ------------------------------ | ------------------------------ | ------------------------------ |
|                                | Coureur                        | Pays                           | Équipe                         | Point(s)                       |
| 1er                            | Nelson Soto                    | Colombie                       | Coldeportes - Claro - Zenú     | 36 points                      |
| 2e                             | Fernando Ureña                 | Panama                         | Rali - Claro - Huawei "A"      | 29 pts                         |
| 3e                             | William Muñoz                  | Colombie                       | Strongman - Campagnolo         | 27 pts                         |
| modifier                       |                                |                                |                                |                                |

| Classement du meilleur jeune | Classement du meilleur jeune | Classement du meilleur jeune | Classement du meilleur jeune   | Classement du meilleur jeune |
|                              | Coureur                      | Pays                         | Équipe                         | Temps                        |
| ---------------------------- | ---------------------------- | ---------------------------- | ------------------------------ | ---------------------------- |
| 1er                          | Nelson Soto                  | Colombie                     | Coldeportes - Claro - Zenú     | en 25 h 20 min 59 s          |
| 2e                           | Jhon Anderson Rodríguez      | Colombie                     | EPM - Une - Área Metropolitana | + 1 min 55 s                 |
| 3e                           | Steven Cuesta                | Colombie                     | Soacha                         | + 31 min 52 s                |
| modifier                     |                              |                              |                                |                              |

| Classement Classement du meilleur Panaméen | Classement Classement du meilleur Panaméen | Classement Classement du meilleur Panaméen | Classement Classement du meilleur Panaméen | Classement Classement du meilleur Panaméen |
|                                            | Coureur                                    | Pays                                       | Équipe                                     | Temps                                      |
| ------------------------------------------ | ------------------------------------------ | ------------------------------------------ | ------------------------------------------ | ------------------------------------------ |
| 1er                                        | Jorge Castelblanco                         | Panama                                     | Hyundai - Momi - Continental               | en 25 h 15 min 52 s                        |
| 2e                                         | Maicol Rodríguez                           | Panama                                     | Rali - Claro - Huawei "A"                  | + 7 s                                      |
| 3e                                         | Yelko Gómez                                | Panama                                     | Hyundai - Momi - Continental               | + 8 min 47 s                               |
| modifier                                   |                                            |                                            |                                            |                                            |

## Évolution des classements
| Étapes             | Vainqueur                      | Classement général | Classement des moins de 23 ans | Classement de la montagne | Classement par points | Classement des étapes volantes | Classement du meilleur panaméen | Classement par équipes         |
| ------------------ | ------------------------------ | ------------------ | ------------------------------ | ------------------------- | --------------------- | ------------------------------ | ------------------------------- | ------------------------------ |
| 1re étape          | Weimar Roldán                  | Weimar Roldán      | Nelson Soto                    | Non attribué              | Weimar Roldán         | Nelson Soto                    | Maicol Rodríguez                | EPM - Une - Área Metropolitana |
| 2e étape           | EPM - Une - Área Metropolitana | Weimar Roldán      | Nelson Soto                    | Non attribué              | Weimar Roldán         | Nelson Soto                    | Maicol Rodríguez                | EPM - Une - Área Metropolitana |
| 3e étape           | Álvaro Hodeg                   | Weimar Roldán      | Nelson Soto                    | Non attribué              | Weimar Roldán         | Nelson Soto                    | Fernando Ureña                  | EPM - Une - Área Metropolitana |
| 4e étape           | Álvaro Hodeg                   | Weimar Roldán      | Nelson Soto                    | Danny Osorio              | Weimar Roldán         | Nelson Soto                    | Fernando Ureña                  | EPM - Une - Área Metropolitana |
| 5e étape           | Óscar Sevilla                  | Weimar Roldán      | Nelson Soto                    | Danny Osorio              | Weimar Roldán         | Nelson Soto                    | Yelko Gómez                     | EPM - Une - Área Metropolitana |
| 6e étape           | Róbigzon Oyola                 | Weimar Roldán      | Nelson Soto                    | Danny Osorio              | Weimar Roldán         | Nelson Soto                    | Yelko Gómez                     | EPM - Une - Área Metropolitana |
| 7e étape           | Luis Felipe Laverde            | Fernando Ureña     | Nelson Soto                    | Danny Osorio              | Weimar Roldán         | Nelson Soto                    | Fernando Ureña                  | EPM - Une - Área Metropolitana |
| 8e étape           | Óscar Sevilla                  | Yelko Gómez        | Nelson Soto                    | Danny Osorio              | Weimar Roldán         | Nelson Soto                    | Yelko Gómez                     | EPM - Une - Área Metropolitana |
| 9e étape           | Miguel Ángel Rubiano           | Edwin Carvajal     | Nelson Soto                    | Danny Osorio              | Óscar Sevilla         | Nelson Soto                    | Jorge Castelblanco              | EPM - Une - Área Metropolitana |
| 10e étape          | Álvaro Hodeg                   | Edwin Carvajal     | Nelson Soto                    | Danny Osorio              | Weimar Roldán         | Nelson Soto                    | Jorge Castelblanco              | EPM - Une - Área Metropolitana |
| Classements finals | Classements finals             | Edwin Carvajal     | Nelson Soto                    | Danny Osorio              | Weimar Roldán         | Nelson Soto                    | Jorge Castelblanco              | EPM - Une - Área Metropolitana |